# روس وارنر
روس وارنر (بالإنجليزية: Ross Warner)‏ هو لاعب دوري الرغبي أسترالي، ولد في 10 نوفمبر 1943 في تامورث في أستراليا.